# جوایز موسیقی آمریکا ۲۰۱۰
جوایز موسیقی آمریکا ۲۰۱۰، سی و هشتمین مراسم است که در ۲۱ نوامبر ۲۰۱۰ در تئاتر مایکروسافت در لس آنجلس، کالیفرنیا برگزار شد. نامزدها در ۱۱ اکتبر ۲۰۱۰ اعلام شدند. جاستین بیبر با چهار برد بیشترین مقدار برد را در این مراسم داشت.